# Neel Sethi
Neel Sethi, né le 22 décembre 2003 à New York, est un acteur américain notamment connu pour avoir tenu le rôle de Mowgli dans Le Livre de la jungle.

## Biographie
L'indo-américain Neel Sethi est né le 22 décembre 2003 à New York. C'est un enfant acteur qui a décroché un rôle décisif en tant que Mowgli dans la version live-action de John Favreau en 2016 du conte classique Le livre de la jungle. Il a également joué dans le court métrage Diwali (2013).
Il a été sélectionné pour le rôle de Mowgli parmi des milliers de personnes qui ont auditionné à travers le monde. De plus, il est le seul vrai personnage humain dans Le Livre de la Jungle (2016), tous les autres fournissant des voix aux animaux du film.

## Filmographie
- 2013 : Diwali : Jay
- 2016 : Le Livre de la jungle : Mowgli

## Voix françaises
En France
- Victor bavian
  - Le Livre de la jungle

Au Québec
- Frédéric Larose
  - Le Livre de la jungle

## Distinctions
| Année | Cérémonie                             | Catégorie                                   | Travail Récompensé    | Résultat   |
| ----- | ------------------------------------- | ------------------------------------------- | --------------------- | ---------- |
| 2016  | Teen Choice Awards                    | Meilleur acteur dans un film d'action       | Le Livre de la Jungle | Nomination |
| 2017  | 38e cérémonie des Young Artist Awards | Meilleur acteur dans un film - Jeune acteur | Le Livre de la Jungle | Nomination |